# Strike! (musikalbum)
Strike! är det tyska rockabillybandet The Baseballs debutalbum med rockabillyversioner av andra artisters låtar från 2009. Albumet släpptes i maj 2009 i Tyskland, Schweiz och Österrike och i oktober samma år i Finland. Det nådde plats 6 i Tyskland, plats 2 i Schweiz och plats 1 i Finland på albumlistorna. I Finland var Strike! det mest sålda utländska albumet under 2009, och sålde i drygt 73 000 exemplar, vilket innebär trippelplatina.

## Låtlista
1. "Umbrella"
2. "Love In This Club"
3. "Hey There Delilah"
4. "Bleeding Love"
5. "Hot'n Cold"
6. "I Don't Feel Like Dancin'"
7. "Don't Cha"
8. "Let's Get Loud"
9. "Angels"
10. "Crazy In Love"
11. "This Love"
12. "The Look"